# باييتو
مارتينو مارتينز موكانا (بالإنجليزية: Martinho Martins Mukana) (مواليد 5 يوليو 1982)، المعروف باسم باييتو هو لاعب كرة قدم محترف سابق موزمبيقي لعب كظهير أيسر.

## الحياة الشخصية
ابنه إدسون موكوانا هو أيضًا لاعب كرة قدم محترف، ويلعب حاليًا مع فيلافرانكوينسي.

## الجوائز
سبورتنج لشبونة
- كأس البرتغال : 2001–02 [5]

سيون
- كأس سويسرا : 2008-09 [6]